# Mario Pilar
Mario Pilar, pseudonimo di Mariano Pillari (Grenoble, 20 aprile 1927), è un attore francese.

## Biografia
Nato in Francia da genitori italiani originari della provincia di Reggio Calabria, ha iniziato la sua carriera partecipando, giovanissimo, a molti film e serie tv francesi. È stato il cattivo in diversi film della coppia Bud Spencer e Terence Hill.

## Filmografia parziale
- Vacanze a Malaga (Taxi, Roulotte et Corrida), regia di André Hunebelle (1958)
- I centauri (Les Motards), regia di Jean Laviron (1959)
- Le ninfette, regia di Henri Zaphiratos (1960)
- No pasaran!, regia di Jean-Jacques Vierne (1961)
- Joe Valachi - I segreti di Cosa Nostra, regia di Terence Young (1971)
- Torino nera, regia di Carlo Lizzani (1972)
- Afyon - Oppio, regia di Ferdinando Baldi (1972)
- L'altra faccia del padrino, regia di Franco Prosperi (1973)
- Piedone lo sbirro, regia di Steno (1973)
- L'accusa è: violenza carnale e omicidio (Verdict), regia di André Cayatte (1974)
- Impossible... pas francais, regia di Robert Lamoureux (1974)
- Porgi l'altra guancia, regia di Franco Rossi (1974)
- Il soldato di ventura, regia di Pasquale Festa Campanile (1976)
- Orazi e Curiazi 3 - 2, regia di Giorgio Mariuzzo (1977)
- Cara sposa, regia di Pasquale Festa Campanile (1977)
- L'indiscrezione, regia di Pierre Lary (1982)
- Il 7° bersaglio (La 7ème cible), regia di Claude Pinoteau (1984)
- J'ai échoué, regia di Philippe Donzelot (1996) cortometraggio

### Televisione
- Illusioni perdute – serie TV (1966)
- La dama di Monsoreau – serie TV (1971)
- Big Man – serie TV, episodio 1x03 (1988)

## Doppiatori italiani
- Antonio Casagrande in Piedone lo sbirro
- Gianni Marzocchi in Cara sposa
- Antonio Guidi in Porgi l'altra guancia
- Gino Donato in Il soldato di ventura
- Glauco Onorato in Afyon - Oppio
- Nando Gazzolo in Big Man